# Cantó de Villecresnes
El cantó de Villecresnes és un antic cantó francès del departament de Val-de-Marne, que estava situat al districte de Créteil. Comptava amb 5 municipis i el cap era Villecresnes.
Al 2015 va desaparèixer i el seu territori va passar a formar part del nou cantó de Plateau briard.

## Municipis
- Mandres-les-Roses
- Marolles-en-Brie
- Périgny
- Santeny
- Villecresnes

## Història
| Data d'elecció                           | Identitat            | Partit                     | Qualitat |
| ---------------------------------------- | -------------------- | -------------------------- | -------- |
| 1967-1995                                | Paul Redon           | Divers droite, després UDF |          |
| 1995-2001                                | Pierre Gravelle      | UDF, després UMP           |          |
| 2001-                                    | Pierre-Jean Gravelle | UMP                        |          |
| les dades anteriors no són pas conegudes |                      |                            |          |
|                                          |                      |                            |          |

## Demografia
| A partir de 1990: Població sense dobles comptes |